# Majasari (Pagentan)
Majasari is een bestuurslaag in het regentschap Banjarnegara van de provincie Midden-Java, Indonesië. Majasari telt 2939 inwoners (volkstelling 2010).